# Carleton S. Coon
Carleton Stevens Coon (Wakefield, 23 de junho de 1904 — Gloucester, 3 de junho de 1981) foi um antropólogo norte-americano, professor de Antropologia na Universidade da Pensilvânia, conferencista e professor em Harvard, e presidente da Associação Americana de Antropólogos Físicos. 
As teorias de Coon sobre raça são amplamente rejeitadas pelos antropólogos modernos, tanto por sua metodologia limitada à já superada antropometria (com explícita rejeição ao crescimento da genética) como por suas teses poligênicas de que as raças humanas teriam começado a se separar por volta de 500.000 a.C. Apesar de rejeitar publicamente hierarquias raciais absolutas e o racismo, suas obras foram influentes para o movimento segregacionista. Inicialmente se acreditou que este liame se haveria dado por uma insensividade por parte de Coon quanto às questões sociais, mas pesquisas póstumas descobriram uma cooperação secreta e contínua entre este autor e o segregacionista Carleton Putnam, seu (talvez distante) parente.

## Publicações
Ciência:
- The Origin of Races (1962)
- The Story of Man (1954)
- The Races of Europe (1939)
- Caravan: the Story of the Middle East (1958)
- Races: A Study of the Problems of Race Formation in Man
- The Hunting Peoples
- Anthropology A to Z (1963)
- Living Races of Man (1965)
- Seven Caves: Archaeological Exploration in the Middle East
- Mountains of Giants: A Racial and Cultural Study of the North Albanian Mountain Ghegs
- Yengema Cave Report (his work in Sierra Leone)
- Racial Adaptations (1982)

Ficção e Memória:
- Flesh of the Wild Ox (1932)
- The Riffian (1933)
- A North Africa Story: Story of an Anthropologist as OSS Agent (1980)
- Measuring Ethiopia
- Adventures and Discoveries: The Autobiography of Carleton S. Coon (1981)